# 小此木鶯太郎事件簿
《小此木鶯太郎事件簿》（日语：小此木鶯太郎の事件簿）系列是一套由同人社團安樂椅犯人（日语：安楽椅子犯人）所製作的免費同人遊戲，該系列的第一集《湖岸的盲點》（日语：湖岸の盲点）曾被改編為漫畫並於線上期刊《GANGAN ONLINE》上連載，以及免費試看頭2話。

## 概要及故事簡介
此系列的故事描述手法和《神探可倫坡》（Columbo）及《古畑任三郎》一樣使用了倒敘推理（Inverted Detective Story）方式——開始時於問題編描寫兇手的殺人動機、殺人前的準備功夫、殺人時的犯案過程及殺人後的佈局，之後由身為警員的主角小此木鶯太郎於解答編查找兇手所犯的失誤從而令犯人招供。
此外，該系列每一集的問題編均有「給讀者的挑戰」（日语：読者への挑戦）——如果讀者在指定時間內去信作者並可以指出犯人全部失誤的話就有機會獲得《神探可倫坡》或《古畑任三郎》的DVD等獎品。

## 主要登場人物
小此木鶯太郎
本系列的主角，隸屬於捜査一課的刑警。就算在炎夏都會穿著黑色的粗呢大衣。

## 外部連結
- （日語）安樂椅子犯人 （页面存档备份，存于） 遊戲官方網站
- （日語）漫畫版官方網站[永久]